# Zottewitz
 Zottewitz  ist ein Ortsteil der Gemeinde Priestewitz im Landkreis Meißen in Sachsen.

## Geografie und Verkehrsanbindung
Der eine Fläche von 337 Hektar umfassende Ort liegt etwa vier Kilometer westlich des Kernortes Priestewitz an der K 8554. Durch den Ort fließt die Ritzschke, westlich fließt die Elbe. Südlich fließt der Seußlitzer Bach und erstreckt sich das Naturschutzgebiet Seußlitzer Grund. Östlich verläuft die B 101. Eine Buslinie verbindet Zottewitz unter anderem mit Großenhain und Priestewitz.

## Geschichte
→ Siehe auch: Schloss Zottewitz

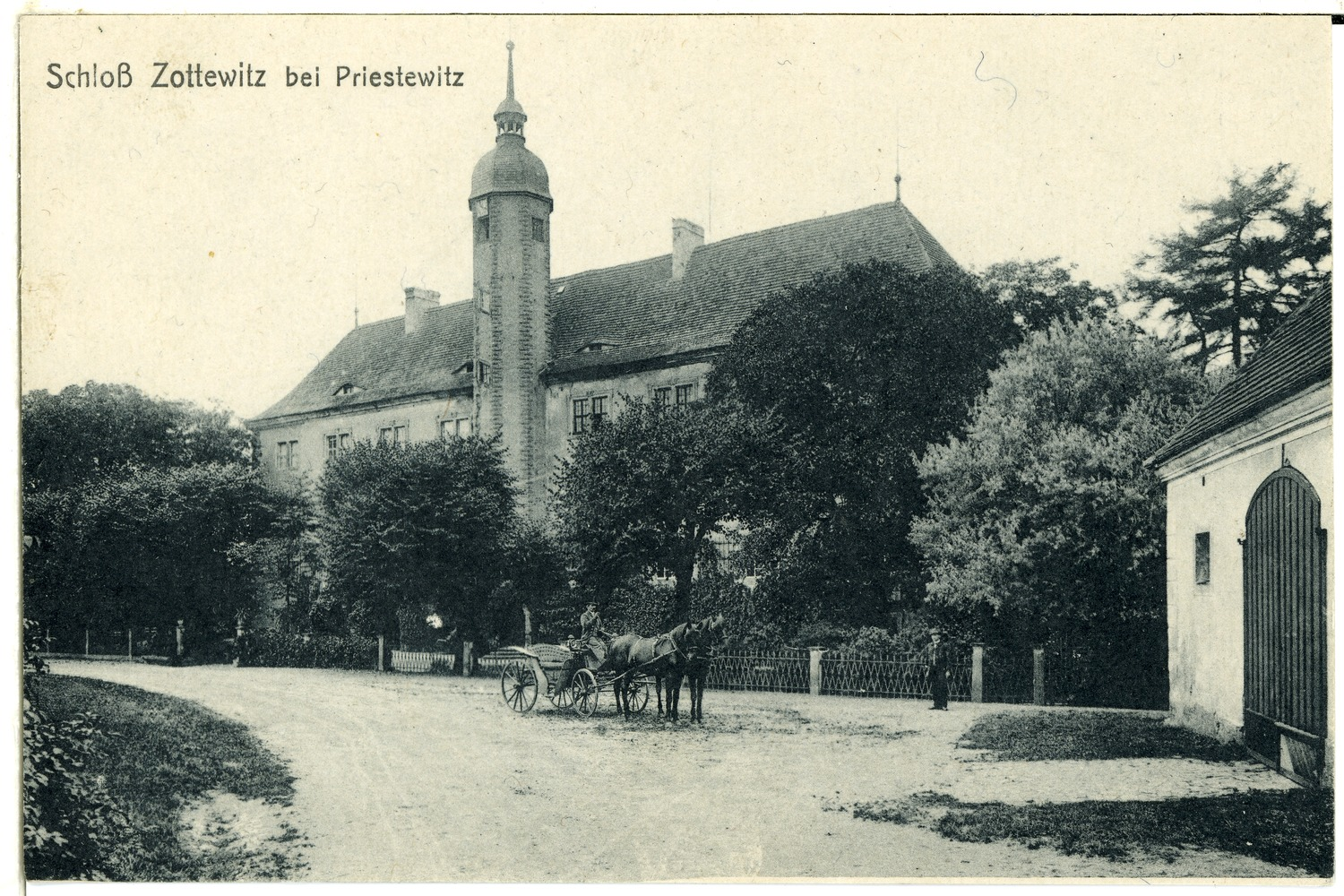
Schloss Zottewitz (1899)

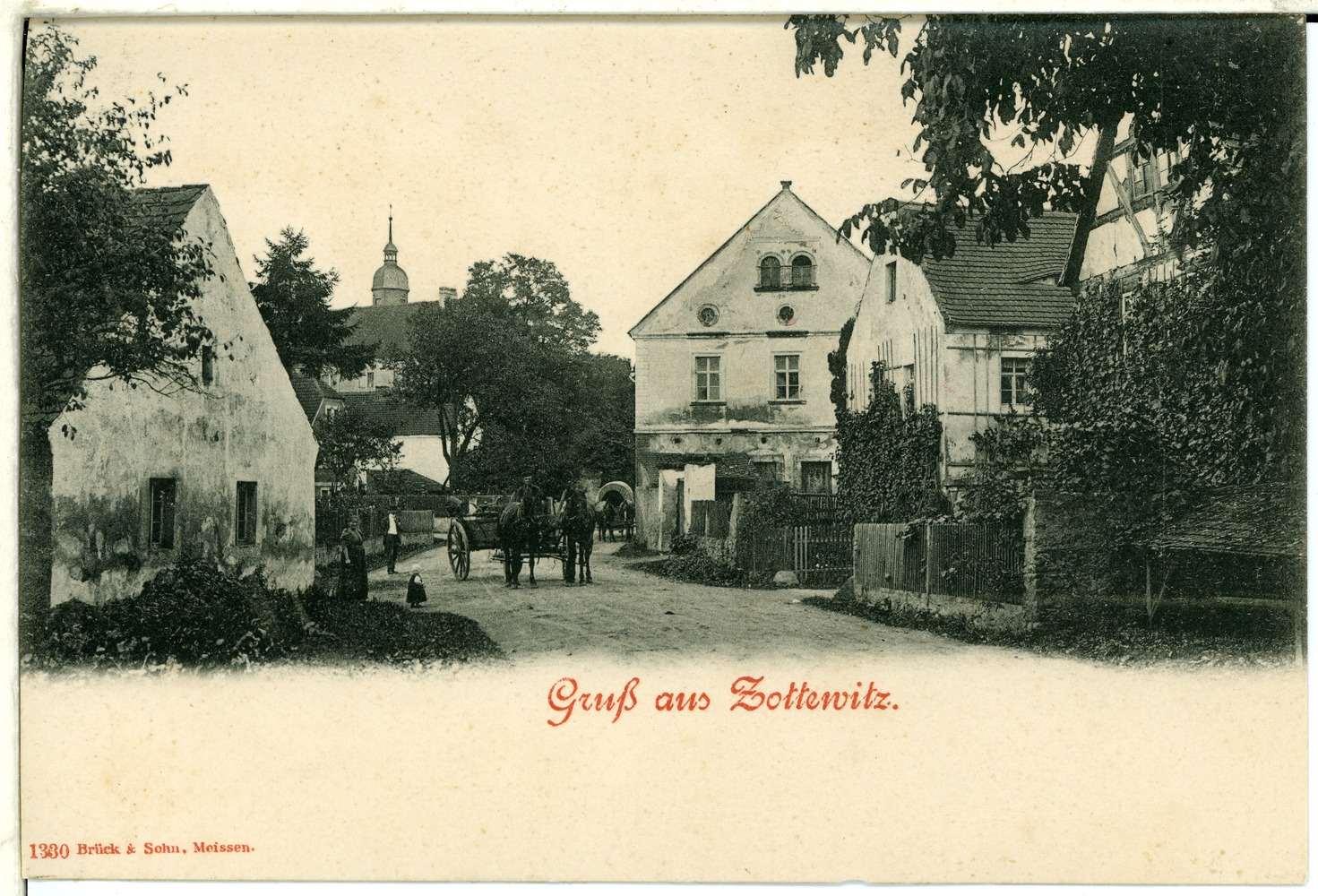
Zottewitz auf einer Ansichtskarte des Meißner Kunstverlags Brück & Sohn (1899)

Bei Zottewitz handelt es sich ursprünglich um ein Gassendorf mit Block- und Gewanneflur. Urkundlich erstmals erwähnt wurde der Ort im Jahre 1277 als Zoutitz. Weitere Formen des Ortsnamens waren im Laufe der Zeit: Zoutiz (1292), Zoutitz (1293), Zowetiz(1293), Czauticz (1378), Czouwticz (1378), Czauticz (1406), Schawtitz (1474), Zcawtitz (1528), Czottewitz (1528), Zothewitz (1555/56), Zöttewitz (1590) und schließlich im Jahre 1791 Zottewitz.
Im Laufe der Jahrhunderte gab es einige Besitzerwechsel. Ursprünglich dem Meißner Markgrafen als Lehen gehörig, besaß um 1293 auch das Kloster Seußlitz Anteile. Im Jahre 1378 war der Ort, dessen Größe um 1406 mit 14 Hufen angegeben wurde, der Burg Hayn zugehörig, von 1473 bis 1586 dann dem Adelsgeschlecht von Taubenheim. Ab 1597 gehörte Zottewitz bis 1840 dem alten meißnischen Adelsgeschlecht von Schleinitz.
Der in Zottewitz entstandene Herrschaftssitz wurde später zu einem Schloss umgebaut. Er war ursprünglich als von einer Umfassungsmauer mit vier Eckbastionen und Schießscharten umgebene Wehranlage angelegt. Der sächsische Kunsthistoriker Cornelius Gurlitt veröffentlichte eine Beschreibung des Zottwitzer Schlosses in Heft 37 (Amtshauptmannschaft Großenhain (Land)) seiner 1914 erschienenen Schrift Beschreibende Darstellung der älteren Bau- und Kunstdenkmäler des Königreichs Sachsen. Demnach handelte es sich um einen etwa 50 Meter langen schmalen rechteckigen Bau mit drei Obergeschossen. Das historische Gebäude war mit einem Walmdach und der schmale Treppenturm, der sich in der Mitte der Südseite befand, mit Schweifhaube und Laterne versehen.
Dem Zottewitzer Schloss wurde nach dem Ende des Zweiten Weltkriegs die nachfolgenden Auswirkungen des berüchtigten Befehls 209 der Sowjetischen Militäradministration (SMAD) zum Verhängnis. Der Befehl vom 9. September 1947 beinhaltete zwar zu ergreifende Maßnahmen zur Schaffung neuer Bauernhöfe, aber er wurde auch zum Anlass genommen, zahlreiche kleinere Adelssitze zu zerstören, um die benötigten Baumaterialien dafür zu beschaffen. Im Jahre 1948 wurde auch das Zottewitzer Schloss gesprengt und in der Folgezeit nahezu vollständig abgebrochen.
Kirchlich eingemeindet war das Dorf ursprünglich nach Strießen. Zwischenzeitlich kam es nach Merschwitz und gehörte ab 1547 zur Kirchgemeinde Seußlitz. Im Jahre 1840 wurde die Einwohnerzahl von Zottewitz mit 300 angegeben. Eine Schule wurde im Dorf 1891 neu errichtet.
Am 1. Juli 1950 wurde die bis dahin eigenständige Gemeinde Döschütz eingegliedert.
Seit dem 1. Januar 1994 gehört Zottewitz zur Gemeinde Priestewitz.

## Kultur und Sehenswürdigkeiten
In der örtlichen Denkmalliste sind mehrere historische Denkmäler und Gebäude verzeichnet. Unter Denkmalschutz steht hier unter anderem zwei Gebäude auf dem Gelände des einstigen Rittergutes. Das aus der Mitte des 19. Jahrhunderts stammende Wohnhaus ist heute ortsbildprägend. Dabei handelt es sich um ein zweigeschossiges Gebäude mit Satteldach und einer prächtigen Fassade. Hier ist heute das örtliche Dorfmuseum zu finden. Fast 300 Jahre älter ist ein benachbartes Wirtschaftsgebäude. Das eingeschossige Haus ist mit einem Walmdach versehen. Es gilt in der Gegenwart als ältestes Gebäude im Dorf. Auf dem Gelände ist außerdem noch ein aus dem 19. Jahrhundert stammendes Taubenhaus zu finden, welches ebenfalls unter Denkmalschutz steht.
Ein weiteres markantes Gebäude ist die einstige Mühle, die als Turmholländermühle errichtet wurde und aus dem Jahre 1721 stammt. Das auch in der Gegenwart wieder deutlich als Mühle zuerkennende Gebäude ist mit einem Kegeldach versehen und wurde saniert. Sie dient inzwischen als Wohnhaus.
Weiters gelten im Ort ein Gefallenendenkmal für die gefallenen Dorfbewohner des Ersten Weltkriegs sowie ein aus der Mitte des 19. Jahrhunderts stammendes historisches Spritzenhaus als Baudenkmäler.
Aktive Vereine sind die 1904 begründete Ortsgruppe der Freiwilligen Feuerwehr und der
Geselligkeitsverein Zottewitz/Döschütz, der sich als Seniorenverein versteht und auch der Heimatpflege verschrieben hat.

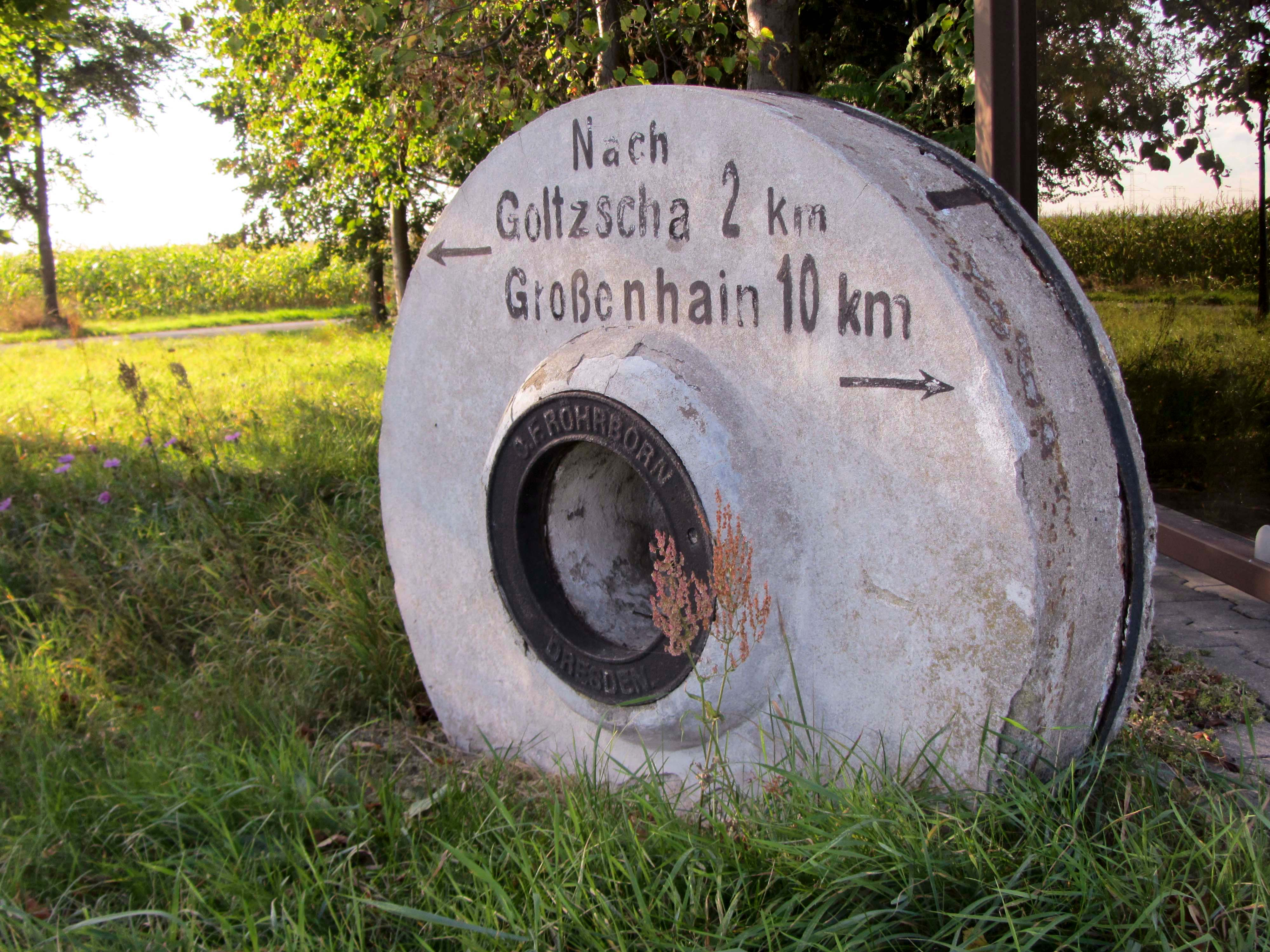
Wegweiser an der Mühle
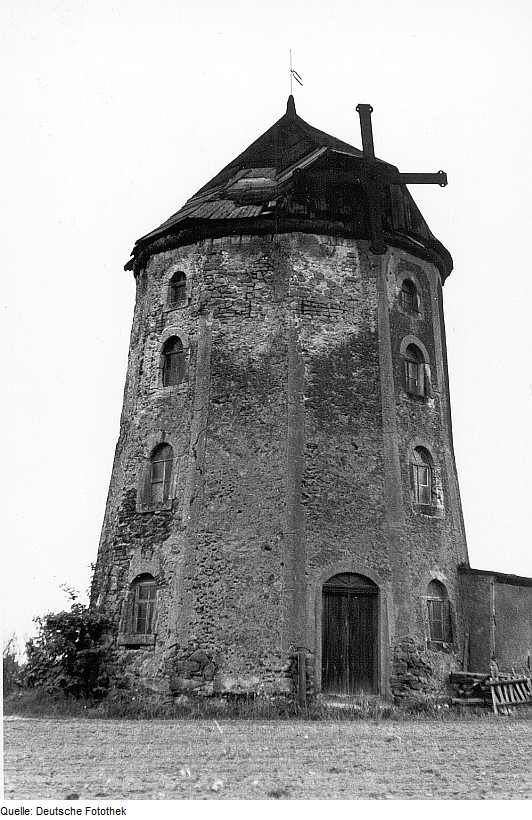
Die Zottewitzer Mühle im Jahre 1972
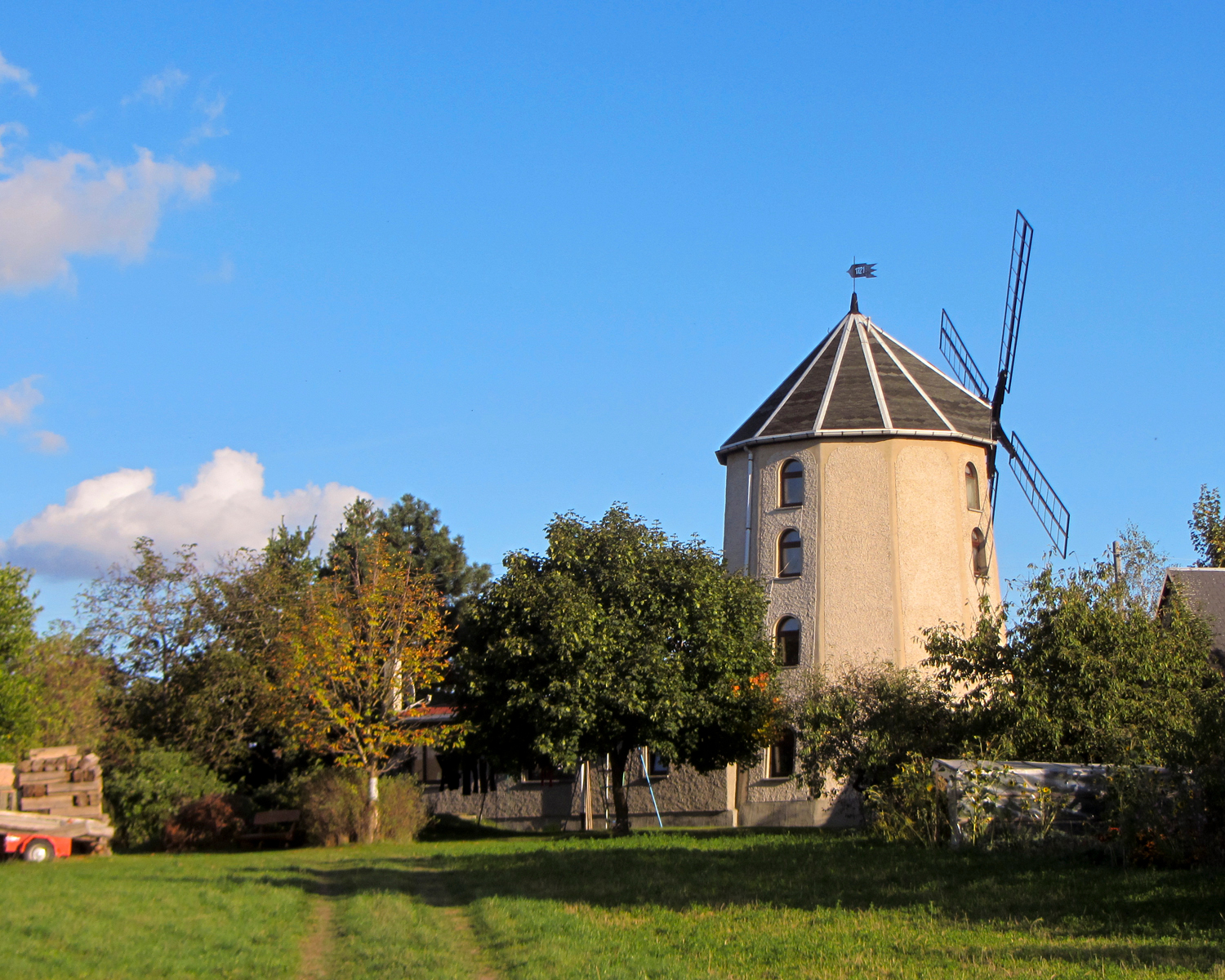
Die sanierte Zottewitzer Mühle im Jahre 2013